# Club Natació Montjuïc
El Club Natació Montjuïc es un club deportivo, que nació el 15 de abril de 1944. Tiene la sede social en la calle Segura de Barcelona, España. El club dispone de más de 7 hectáreas en la montaña de Montjuïc para la práctica deportiva.
Su objetivo principal desde el inicio ha sido la promoción de la natación y el waterpolo, que son los deportes básicos de la entidad.
En el pasado, el club dispuso también de una importante sección de rugby (desaparecida en 2003).

## Palmarés
- 8 ligas españolas de waterpolo masculino